# Фестивал духова
Фестивал духова или Фестивал гладних духова, познат и као Жонгиуан фестивал у таоизму и Јуланпен фестивал у будизму, је традиционални фестивал који се одржава у одређеним земљама источне и југоисточне Азије. Према кинеском календару ( лунисоларни календар), Фестивал духова је 15. ноћи седмог месеца (14. у деловима јужне Кине).
У кинеској култури, петнаести дан седмог месеца у лунарном календару назива се Дан духова, а седми месец се генерално сматра месецом духова, у којем духови, укључујући оне преминулих предака, излазе из нижег царства ( дију или прета ). За разлику од фестивала Ћингминг (или Дана чишћења гробница, у пролеће) и фестивала двоструког деветог (у јесен) на којем живи потомци одају почаст својим преминулим прецима, током Фестивала духова, верује се да покојници посећују живе.
Петнаестог дана су отворена царства раја и пакла и царство живих и и таоисти и будисти би изводили ритуале да претворе и ублаже патње покојника. Интринзично за месец духова је поштовање мртвих, где се традиционално синовска побожност потомака протеже на њихове претке чак и након њихове смрти. Активности током месеца би укључивале припрему ритуалних понуда за храну, паљење тамјана, папир-маше облика материјалних предмета као што су одећа, злато и друга добра за духове предака који их посећују. Сложени оброци (често вегетаријански) би се сервирали са празним седиштима за сваког од преминулих у породици, третирајући покојнике као да су још увек живи. Обожавање предака је оно што разликује фестивал Ћингминг од фестивала духова јер овај други укључује одавање почасти свим преминулим, укључујући исте и млађе генерације, док први укључује само старије генерације. Остале свечаности могу укључивати куповину и пуштање минијатурних папирних бродова и фењера на воду, што значи давање упутстава изгубљеним духовима и духовима предака и других божанстава.

## Порекло
Назив се односи на концепт гладног духа, кинески превод термина прета у будизму. Игра улогу у кинеском будизму и таоизму, као и у кинеској народној религији, и представља бића која су првобитно била живи људи, која су умрла и која су вођена интензивним емоционалним потребама на животињски начин.
Као таоистички фестивал: Таоизам има теорију „три јуана“ (која представља три велика цара-чиновника ), одакле потиче назив „џонг јуан“. Фестивал је цветао током династије Танг, чији су владари били пристрасни таоизму; а "Жонгиуан" се усталио као назив празника.
Као будистички фестивал: Прича о пореклу модерног Фестивала духова, на крају потиче из древне Индије, потиче из списа Махајана познатог као Јуланпен или Уламбана Сутра. Сутра бележи време када Маудгаљајана постиже абхиџну и користи своје новооткривене моћи да тражи своје покојне родитеље. Маудгалиаиана открива да је његова преминула мајка поново рођена у царству прета или гладних духова. Била је у лошем стању и Маудгалиајана је покушала да јој помогне дајући јој чинију пиринча. Нажалост, као прета, није могла да једе пиринач јер се претворио у запаљени угаљ. Маудгалиаиана тада тражи од Буде да јој помогне; при чему Буда објашњава како неко може да помогне својим садашњим родитељима и преминулим родитељима у овом животу и у својих претходних седам живота тако што ће добровољно понудити храну, итд., санги или монашкој заједници током Праваране (крај сезоне монсуна или васа ), што се обично дешава 15. дана седмог месеца при чему монашка заједница преноси заслуге на упокојене родитеље итд.
Теравадански облици фестивала у јужној и југоисточној Азији (укључујући Камбоџански Пчум Бен ) су много старији, потичу из Петаваттхуа, списа у Пали канону који вероватно датира из 3. века пне. Извештај о Петавату је у великој мери сличан оном касније забележеном у Јуланпен сутри, иако се више тиче ученика Сарипутте и његове породице него Маугдаљајане.

## Поштовање празника
Фестивал духова одржава се током седмог месеца кинеског календара. Такође пада у исто време када и пун месец, ново годишње доба, јесења жетва, врхунац будистичког монашког подвига, препород предака и окупљање месне заједнице. Током овог месеца, врата пакла се отварају и духови могу слободно да лутају земљом где траже храну и забаву. Верује се да су ово духови оних без потомака (или, традиционално, без потомака по мушкој линији) или чији им потомци нису одали почаст након што су умрли. Као резултат тога, очајнички су гладни, жедни и немирни. Чланови породице нуде храну и пиће духовима и спаљују лажне новчанице  и друге облике папира. Верује се да Јос папирни предмети имају вредност у загробном животу, а сматра се да су у неким аспектима веома слични материјалном свету. Породице одају почаст лутајућим духовима странаца како ове бескућничке душе не би упадале у њихов живот и доносиле несрећу. Велика гозба за духове се одржава на дан фестивала духова или око њега, када људи доносе узорке хране и стављају их на олтар или испред храма или куће, како би угодили духовима и одагнали лошу срећу. Лампе у облику лотоса се пале и плутају у рекама да би симболично водиле изгубљене душе у загробни живот.
У неким источноазијским земљама данас се одржавају наступи уживо и сви су позвани да присуствују. Први ред седишта је увек празан јер овде седе духови. Емисије се увек приказују ноћу и при великој јачини звука, јер се верује да звук привлачи и угађа духове. Неке емисије укључују кинеску оперу, драме, ау неким областима чак и бурлеске . Традиционално кинеска опера је била главни извор забаве, али се новије представе, концерти, драме и тако даље називају Гетаи. Ове радње су познатије као „весељавање“.
За ритуале, будисти и таоисти одржавају церемоније како би ослободили духове од патње, многи од њих одржавају церемоније поподне или ноћу (јер се верује да се духови ослобађају из пакла када сунце зађе). За покојнике се граде олтари, а свештеници и монаси врше обреде у корист духова. Монаси и свештеници често бацају пиринач или другу ситну храну у ваздух у свим правцима да би их поделили духовима.
Током вечери се пали тамјан пред вратима домаћинстава. Тамјан означава просперитет у кинеској култури, тако да породице верују да је већи просперитет у паљењу више тамјана. Током фестивала, неке продавнице су затворене јер желе да оставе улице отворене за духове. У средини сваке улице стоји олтар тамјана са свежим воћем и жртвама приказаним на њему.
Четрнаест дана након фестивала, како би се уверили да сви гладни духови пронађу пут назад у пакао, људи плутају воденим фењерима и постављају их испред својих кућа. Ови фењери се праве постављањем лампиона у облику цвета лотоса на папирни брод. Фењери служе за усмеравање духова назад у подземни свет, а када се угасе, то симболизује да су пронашли пут назад.

## Прославе у другим деловима Азије

### Сингапур и Малезија
Наступи налик на концерте су истакнута карактеристика Фестивала духова у Сингапуру и Малезији. Ти концерти уживо су популарно познати као Гетаи на мандаринском или Кох-таи ( хокиенски кин: 歌臺    ). Изводе их групе певача, плесача, забављача и оперских трупа или луткарских представа на привременој сцени која је постављена у стамбеној четврти. Фестивал финансирају становници сваког појединачног округа. Током ових Гетаија, први ред остаје празан за специјалне госте - духове. Познато је да је лоша срећа седети на првом реду црвених седишта, ако би неко сео на њих, разболео би се или слично.

### Индонезија
У Индонезији, фестивал је популарно познат као Чит Гве Пуа ( хокиенски кин: 七月半    ) или Чит Ниат Пан ( Хакка кин: 七月半 ; Пхак-фа-су : Чхит-нгиет-пан ), Циоко или Сембахианг Ребутан на индонежанском (молитва за клађење). Људи се окупљају око храмова и доносе принос духу који је несрећно умро, а након тога га деле сиромашнима, начин на који људи скупљају приносе је порекло назива фестивала, ових фестивала који су углавном познати на острву Јава. . Друге области као што су Северна Суматра, Риау и Риау острва такође су одржале концерт уживо или познат као Гетаи попут оних у Малезији и Сингапуру, а такође има времена да људи који чисте гробнице или познати као Сембахианг Кубур поштују дух предака и траже мало среће, купиће као пакао новчанице или Ким Цуа ( хокиенски кин: 金紙 ) и робе на бази папира као што су кућица од папира, папирни коњ, папирни аутомобил, итд., та роба ће завршити спаљена јер се веровало да ће роба бити послата да помогне духу да се осећа боље у загробном животу.

### Тајван
Традиционално се верује да духови прогањају острво Тајван током целог седмог лунарног месеца, када се одржава средином лета Фестивал духова. Месец је познат као Месец духова. Први дан у месецу обележава се отварањем капије храма, што симболизује врата пакла. Дванаестог дана се пале кандила на главном олтару. Тринаестог дана одржава се поворка фењера. Четрнаестог дана одржава се парада за пуштање водених фењера. Тамјан и храна се нуде духовима да их одврате од посета кућама, а духовни папирни новац се такође спаљује као понуда. Током месеца људи избегавају операције, куповину аутомобила, купање, селидбу, венчање, звиждање, изласке или сликање по мраку.

#### Бон
Обон (понекад транслитерирано О-бон ), или једноставно Бон, је јапанска верзија Фестивала духова. Од тада је временом претворен у празник породичног окупљања током којег се људи из великих градова враћају у своја родна места и посећују и чисте почивалишта својих предака.
Традиционално укључујући плес Бон Одори, Обон постоји у Јапану више од 500 година. У савременом Јапану одржава се 15. јула у источном делу ( Канто) и 15. августа у западном делу ( Кансаи). На Окинави и острвима Амами се слави као у Кини, 15. дана 7. лунарног месеца. 2019. године Обон је одржан истог датума у Кансаију, Окинави и на острвима Амами, јер је 15. август те године био и 15. дан 7. лунарног месеца.

### Вијетнам
Овај фестивал је познат као Тет Трунг Нгуиен и посматра се као време за помиловање осуђених душа које су пуштене из пакла. „Бескућнике“ треба „нахранити“ и умирити приносима хране. Заслуге за живе се зарађују и пуштањем птица и риба. Лунарни месец у коме се одржава фестивал колоквијално је познат као Тханг Цо Хон - месец усамљених духова, и верује се да је уклет и посебно несрећни.
Под утицајем будизма, овај празник се поклапа са Ву Лан, вијетнамском транслитерацијом за Уламбану.
У модерним временима, Ву Лан се такође доживљава као Дан родитеља. Људи са живим родитељима носили би црвену ружу и захваљивали би се док они без њих могу изабрати да носе белу ружу; и присуствују богослужењима да се помоле за упокојене.